# Concow
Concow est une census-designated place située dans le comté de Butte, dans l’État de Californie, aux États-Unis. Sa population s’élevait à 710 habitants lors du recensement de 2010. Concow n’est pas incorporée.

## Démographie
| 2000 | 2010 | - | - | - | - |
| ---- | ---- | - | - | - | - |
| 760  | 710  | - | - | - | - |